# 1967년 프랑스 총선
1967년 프랑스 총선은 1967년 3월 5일과 3월 12일 프랑스에서 치러진 총선이다.

## 배경
1965년 프랑스 대통령 선거는 1차투표에서 샤를 드 골 대통령의 압승으로 끝날 거라는 예상과 달리, 프랑수아 미테랑 후보의 선전으로 결선투표까지 이어졌다.
이후 프랑수아 미테랑 후보는 비공산 좌익진영의 구심점이 되었고, 노동자 인터내셔널 프랑스 지부, 급진당, 민주사회레지스탕스연맹, 사회주의단체연맹, 좌파혁신연맹 등은 그를 중심으로 민주사회좌파연합을 결성한다.
이에 동참하지 못한 대중공화운동과 소상공인과 농민의 국민중심 등은 대선에서 3위를 차지한 장 르카뉘에 총재를 중심으로 민주 중도당을 결성해 연대했고, 여당은 그 재편에서 어디에도 동참하지 못한 세력을 포섭해 제5공화국민주연합으로 재창당한다.

## 선거 과정
여당이 예상보다 낮은 득표를 기록한 1차투표는 드골 정권에 대한 심판으로 나타났다. 이에 여권은 정치적 불안정과 적화 위험 등을 동반한 제4공화국 등으로 회귀할 것이라며 중도층을 끌어모았고, 일부 연대 끝에 결선투표에서 승리하게 된다.

## 선거 결과
1967년 3월 5일, 12일 프랑스 국민의회 선거결과
| 정당     | 정당                                                        | 정당     | 1차 투표   | 1차 투표 | 결선 투표  | 결선 투표 | 의석           |
| 정당     | 정당                                                        | 정당     | 득표       | %        | 득표       | %         | 의석           |
| -------- | ----------------------------------------------------------- | -------- | ---------- | -------- | ---------- | --------- | -------------- |
|          | 5공화국민주연합 - 독립공화당 - 5공화국민주연합 - 독립공화당 | UDVeR-RI | 8,448,082  | 37.77    | 7,972,908  | 42.61     | 243 - 201 - 42 |
|          | 민주중도당                                                  | CD       | 2,829,995  | 15.65    | 1,328,777  | 7.10      | 41             |
|          | 기타우파                                                    | DVD      | 1,140,748  | 5.10     | 702,352    | 3.75      | 9              |
| 우파연합 | 우파연합                                                    | 우파연합 | 12,418,825 | 55.52    | 10,004,037 | 53.47     | 293            |
|          | 프랑스 공산당                                               | PCF      | 5,039,032  | 22.53    | 3,195,763  | 21.37     | 73             |
|          | 민주사회좌파연합                                            | FGDS     | 4,224,110  | 18.88    | 4,505,329  | 24.08     | 117            |
|          | 통합사회당                                                  | PSU      | 495,412    | 2.21     | 173,466    | 0.93      | 4              |
| 좌파연합 | 좌파연합                                                    | 좌파연합 | 9,758,554  | 43.63    | 8,677,585  | 46.38     | 194            |
|          | 진보와 자유를 위한 공화연합                                 | ARPL     | 191,232    | 0.85     | 28,347     | 0.15      | 0              |
| 합계     | 합계                                                        | 합계     | 22,368,611 | 100      | 18,709,969 | 100       | 487            |